# Klaus Meine
Klaus Meine, född 25 maj 1948 i Hannover, Niedersachsen, Brittiska ockupationszonen är en tysk rockmusiker och låtskrivare. Han är främst känd som sångare i rockbandet Scorpions.